# Справжній детектив (2-й сезон)
Другий сезон «Справжнього детектива», американського кримінально-драматичного телесеріалу-антології, створеного Ніком Піццолатто, розпочався в ефір 21 червня 2015 року на кабельній мережі HBO преміум-класу. З головним акторським складом: Колін Фаррелл, Рейчел МакАдамс, Тейлор Кітч, Келлі Рейлі та Вінс Вон, сезон складається з восьми епізодів і завершив свою першу трансляцію 9 серпня 2015 року.
Дія сезону розгортається в Каліфорнії та розповідає про переплетіння історій офіцерів із трьох співпрацюючих відділень поліції; коли офіцер дорожньої поліції Каліфорнії та ветеран війни Пол Вудро (Кітч) виявляє тіло корумпованого міського менеджера Бена Каспера на узбіччі шосе, детектив поліції Вінчі Реймонд «Рей» Велкоро (Фаррел) і сержант відділу кримінальних розслідувань офісу шерифа округу Вентура Антігона «Ані» Беззерідес (МакАдамс) покликані допомогти в наступному розслідуванні. Кримінальний злочинець Френсіс «Френк» Семіон (Вон) намагається узаконити свій бізнес із дружиною Джордан (Рейлі), інвестуючи в залізничний проект, який контролює Каспер, але втрачає свої гроші, коли Каспера вбивають, що спонукає його почати власне розслідування.

## Акторський склад

### Голові ролі
- Колін Фаррелл — Рей Велкоро, корумпований детектив з відділу поліції Вінчі
- Рейчел МакАдамс — сержант-детектив Антігона «Ані» Беззерідес, агент CID шерифа округу Вентура
- Тейлор Кітч — офіцер Пол Вудро, офіцер каліфорнійської дорожньої поліції, ветеран і колишній співробітник приватної охоронної фірми
- Вінс Вон у ролі Френка Семіона, кримінального злочинця та підприємця, який стикається з фінансовими труднощами після смерті свого партнера
- Келлі Рейлі — Джордан Семіон, дружина Семіона

### Епізодичні ролі
- Річі Костер як Остін Чессані, корумпований мер Вінчі
- Крістофер Джеймс Бейкер у ролі Блейка Черчмена, одного з людей Семіона
- Афемо Оміламі в ролі Вільяма Холловея,[1] начальника поліції Вінчі
- Майкл Ірбі як детектив Елвіс Ілінка,[2] напарник Беззерідес
- Левен Рембін як Афіна Беззерідес,[3] сестра-вебкамщиця Беззерідес
- Ебіґейл Спенсер як Джина Брюн, колишня дружина Велкоро
- Лоліта Давидович у ролі Синтії Вудро,[4] мати Вудро
- Джеймс Фрейн як Кевін Берріс,[5] лейтенант під керівництвом Холловея
- Райлі Сміт у ролі Стіва Мерсера,[6] офіцера поліції Каліфорнії
- Адріа Архона як Емілі,[7] дівчина Вудро
- Майкл Хаятт у ролі Кетрін Девіс,[8] некорумпованої державної прокурорки
- Яра Мартінес як Феліція,[9] власниця бару та подруга Семіона
- Крістіан Кемпбелл як Річард Брюн,[10] чоловік Джини
- Джон Ліндстром як Джейкоб МакКендлесс,[11] впливовий бізнесмен
- Емілі Ріос у ролі Бетті Чессані,[12] дочки Чессані
- Вінісіус Мачадо — Тоні Чессані, син-правопорушник Чессані
- Ронні Джин Блевінс як Стен,[12] вірна людина Семіона
- Тімоті В. Мерфі — Осип Агронов,[12] російський бізнесмен і суперник Семіона
- Ч. С. Лі як Річард Гелдоф,[13] генпрокурор Каліфорнії
- Кріс Керсон як Нейлз,[1] вірна людина Семіона
- Рік Спрінгфілд як доктор Ірвінг Пітлор,[14] пластичний хірург і психіатр Каспера
- Ешлі Хіншоу як Лейсі Ліндел,[15] актриса, яка стикається з Вудро
- В. Ерл Браун як детектив Тіг Діксон,[16] детектив, якому доручено розслідувати вбивство Каспера
- Девід Морс у ролі Еліота Беззерідеса,[16] батька Беззерідес
- Габріель Луна як Мігель Гілб,[17]  колишній побратим Вудро
- Фред Уорд як Едді Велкоро, батько Велкоро

## Епізоди
| № серії (загалом) | № серії (в сезоні) | Назва серії                                                  | Режисер         | Сценарист(и)                   | Оригінальна дата показу | Перший ефір українською | Глядачі США (мільйонів) |
| --- | ------------------ | ------------------------------------------------------------ | --------------- | ------------------------------ | ----------------------- | ----------------------- | ----------------------- |
| 9 | 1                  | «Книга мертвих Заходу» «The Western Book of the Dead»        | Джастін Лін     | Нік Піццолатто                 | 21 червня 2015          | 5 жовтня 2015           | 3,17                    |
| У вигаданому промисловому містечку Вінчі в штаті Каліфорнія, зникає міський керівник Бен Каспер, не встигнувши представити плани розвитку високошвидкісної залізниці, залишивши свого кримінального партнера Френка Семіона самого домовлятися з руснявим бізнесменом Осипом Агроновим, який відмовляється продовжувати будь-що, доки не буде присутній Каспер. Семіон доручає продажному та легковажному детективу Рею Велкоро знайти Каспера, виявивши в його будинку докази викрадення. Офіцера дорожньо-патрульної служби та ветерана Пола Вудро хибно звинувачуює у сексуальних домаганнях зупинена ним акторка, через що його тимчасово відправляють у оплачувану відпустку. Після того, як його дівчина Емілі розпитує про шрами на його тілі, він раптово йде та мчить темним шосе на небезпечній швидкості, аж поки не натрапляє на лавку з трупом Каспера, очі якого випалені соляною кислотою. |                    |                                                              |                 |                                |                         |                         |                         |
| 10 | 2                  | «Ніч знайде тебе» «Night Finds You»                          | Джастін Лін     | Нік Піццолатто                 | 28 червня 2015          | 6 жовтня 2015           | 3,05                    |
| Рею Велкоро, детективу Тігу Діксону та детективу округу Вентура Антігоні «Ані» Беззерідес доручено знайти вбивцю Каспера, а Вудро приєднується до них у надії, що допомога прискорить внутрішнє розслідування його справи про домагання. Колишня дружина Велкоро Джина Брюн дізнається, що він напав на батька учня, котрий булив його сина Чада, і вимагає повної опіки. Вона погрожує пройти тест на батьківство, оскільки Чад ймовірно є результатом зґвалтування, а Велкоро боїться дізнатися, хто справжній батько. Емілі залишає Вудро після того, як він постійно відмовляється обговорювати своє минуле. Семіон дізнається, що гроші, які Каспер використав у залізничній угоді, зникли, в результаті чого Семіон втратив більшу частину своїх грошей. Він дізнається від повії, що у Каспера був будинок, куди він водив жінок для сексу, і передає цю інформацію Велкоро. Велкоро знаходить кров Каспера в будинку та камеру, що записує вітальню, але нападник у масці ворони ранить його в груди гумовими кулями, перш ніж він встигає продовжити обшук. |                    |                                                              |                 |                                |                         |                         |                         |
| 11 | 3                  | «Може завтра» «Maybe Tomorrow»                               | Янус Мец        | Нік Піццолатто                 | 5 липня 2015            | 7 жовтня 2015           | 2.62                    |
| Велкоро приходить до тями та виявляє, що жорсткий диск від камери вкрадено. Беззерідес і Вудро відвідують особняк Остіна Чессані мера міста Вінчі, сподіваючись знайти зв'язок між ним і Каспером і зустріти його сина-правопорушника Тоні. Автомобіль, який, можливо, перевозив Каспера в ніч його вбивства, був викрадений зі знімального майданчика, і зафіксований камерами дорожнього руху. Коли Беззерідес і Велкоро допитують співробітника кінокомпанії, який нещодавно звільнився, автомобіль, що стоїть поруч, підпалює ща одна особа в масці. Вудро зустрічається з Мігелем Гілбом, своїм побратимом з колишньої служби в приватній військовій компанії, але жорстко йому відмовляє, коли той згадує про сексуальний контакт, який вони ледь не мали. Стена, одного з людей Семіона, знаходять мертвим, його очі випалені, як у Каспера. |                    |                                                              |                 |                                |                         |                         |                         |
| 12 | 4                  | «Глибоке занурення» «Down Will Come»                         | Джеремі Подесва | Нік Піццолатто та Скотт Лассер | 12 липня 2015           | 8 жовтня 2015           | 2.36                    |
| Семіон починає домовлятись з постачальниками наркотиків, щоб почати повертати зниклі з Каспером гроші. Велкоро дарує Чаду поліцейський жетон його діда. Беззерідес відправляється у тимчасову відпустку після того, як її колега звинуватив у сексуальних домаганнях. Вудро прокидається в ліжку у Мігеля вдома і швидко йде. Пізніше він зустрічається з Емілі, яка розповідає, що вагітна, і він імпульсивно пропонує їй одружитися. Дослідивши довколишні ломбарди, він дізнається, що повія Ірина Рулфо вкрала речі з дому Каспера і намагалася їх продати. Поліція проводить рейд у лабораторію метамфетаміну її сутенера Ледо Амарільї, який переростає в тривалу перестрілку, у якій гинуть десятки офіцерів, злочинців і перехожих, серед яких і Діксон. Амарілью вбивають після того, як він бере та вбиває заручника, залишаючи Велкоро, Беззерідес та Вудро єдиними, хто вижив. |                    |                                                              |                 |                                |                         |                         |                         |
| 13 | 5                  | «Життя інших» «Other Lives»                                  | Джон Кроулі     | Нік Піццолатто                 | 19 липня 2015           | 12 жовтня 2015          | 2.42                    |
| Два місяці по тому, у вбивстві Каспера визнають винним Амарілью, Велкоро працює на Семіона повний робочий день, Беззерідес застрягла у сховищі речових доказів, а Вудро завершує своє розслідування, але його мимоволі підвищують до детектива зі страхового шахрайства. Дізнавшись, що генеральний прокурор Річард Гелдоф збирається балотуватися на посаду губернатора, його колега Кетрін Девіс збирає їх втрьох і просить знайти Рулфо, підозрюючи, що справжнього вбивцю Каспера приховали. Семіон наказує Велкоро слідкувати за Блейком Черчменом, одним із своїх людей, якого він підозрює, і Велкоро спостерігає, як той забирає дівчат у психіатра Каспера, Ірвінга Пітлора, і доставляє їх Агронову та Тоні. Він нападає на Пітлора, який визнає, що Тоні та Каспер купили жінок для своїх «вечірок». Вудро досліджує діаманти, знайдені в банківському сейфі Каспера, дізнавшись, що їх також шукав Діксон. Розшукуючи зниклу жінку Веру Макіадо, Беззерідес досліджує місце, звідки вона востаннє телефонувала, і знаходить неподалік халупу із кров’ю на підлозі. Велкоро дізнається, що Семіон збрехав йому про особу ґвалтівника Джини Брюн, а вбивство чоловіка, якого він вважав винним, є подією, яка його корумпувала. Він йде до Семена додому і вимагає з ним поговорити. |                    |                                                              |                 |                                |                         |                         |                         |
| 14 | 6                  | «Церква у руїнах» «Church in Ruins»                          | Мігель Сапочник | Нік Піццолатто та Скотт Лассер | 26 липня 2015           | 13 жовтня 2015          | 2.34                    |
| Семіон переконує Велкоро, що отримав хибну інформацію і не хотів ввести його в оману. Велкоро відвідує справжнього ґвалтівника у в'язниці і обіцяє вбити його, якщо той не отримає довічне ув'язнення. Після неоковирної зустрічі з Чадом під наглядом він порушує два місяці тверезості та дзвонить Брюн, обіцяючи їй повну опіку, якщо вона ніколи не буде перевіряти справжнє батьківство Чада. Семіон домовляється з мексиканським картелем щодо місцезнаходження Рулфо та дізнається, що її найняв поліцейський для крадіжки у Каспера, але картель вбиває її за співпрацю з поліцією, перш ніж вона встигає назвати ім’я. Вудро дізнається, що діаманти були вкрадені під час заворушень у Лос-Анджелесі 1992 року у подружжя Остерманів, чиї діти залишилися сиротами через напад грабіжників. Беззерідес прикидається своєю сестрою, щоб проникнути на одну з вечірок Тоні, де вона бачить як Гелдофа, так і начальника поліції Вінчі, Джоша Холловея. Її змушують прийняти сильнодіючий MDMA та в галюцинаціях бачить чоловіка, який веде її до своєї машини. Вона зустрічає Макіадо і вбиває охоронця, щоб допомогти їй втекти. Вудро викрадає документи з кабінета на цій же вечірці, які доводять, що Агронов змовляється з Тоні після чого спостерігає за його зустріччю з бізнесменом Джейкобом МакКендлессом, де чує, як вони підтверджують, що все підлаштували так, щоб Семіон втратив свою частку. Беззерідес з Макіадо та Вудро втікають разом з Велкоро. |                    |                                                              |                 |                                |                         |                         |                         |
| 15 | 7                  | «Чорні мапи та мотельні номери» «Black Maps and Motel Rooms» | Ден Аттіас      | Нік Піццолатто                 | 2 серпня 2015           | 14 жовтня 2015          | 2.18                    |
| Велкоро обмінюється інформацією з Семіоном і їде поговорити з Девіс, але виявляє її мертвою в її машині. Семіон б’є Черчмена, поки той не зізнається, що Агронов планує зайняти місце Семіона і що той працював з ним, він убив Стена, коли Стен побачив його за розмовою з Агроновим, Агронов планує угоду з МакКендлессом наступного дня, і він навмисно дав Семену хибну інформацію щодо ґвалтівника Джини Брюн. Семіон вбиває його, наказує своїй дружині Джордан збирати речі і спалює своє казино після того, як Агронов оголосив про свої плани його привласнити. Вудро досліджує пограбування 1992 року та виявляє, що Холловей, Діксон, Каспер і лейтенант Кевін Берріс були причетні, і що перестрілка з Амарільєю була організована, щоб убити Діксона. Беззерідес дізнається від Макіадо, що улюблена повія Каспера планувала шантажувати його пограбуванням, і тому її вбили в халупі. Велкоро розуміє, що дочка Остермана, Лора, була секретарем Каспера під вигаданим іменем. Він і Беззерідес зізнаються у взаємній симпатії та займаються сексом. Вудро шантажують фотографіями, на яких він зображений з Мігелем, і він йде у вказане місце зустрічі, де його зустрічає Мігель, який все ще працює в приватній військовій компанії, яка тепер працює виключно на МакКендлесса, і веде його в підземні тунелі, де на них вже чекає Холловей, шантажист Вудро – він вимагає документи, але Вудро вдається вбити всіх охоронців і втекти, та його все одно вбиває Берріс, вже на виході із тунелів. |                    |                                                              |                 |                                |                         |                         |                         |
| 16 | 8                  | «Станція Омега» «Omega Station»                              | Джон Кроулі     | Нік Піццолатто                 | 9 серпня 2015           | 15 жовтня 2015          | 2.73                    |
| Семіон знаходить Чессані мертвим у його оселі. Велкоро та Беззерідес розповідають про свій травмуючий досвід, його - про вбивство ґвалтівника Брюн, якого він вважав за такого, а її - про викрадення в дитинстві чоловіком, якого вона бачить в галюцинаціях. Вони дізнаються, що брат Лори, Ленні, працював на майданчику, звідки вкрали машину, на якій перевозили Каспера, та проникають до будинку Лори, де знаходять її пристебнутою наручниками, та маску Ленні у вигляді ворони. Вона розповідає, що Ленні випадково вбив Каспера, вибиваючи з нього інформацію, і що він призначив зустріч з Холловеєм. Велкоро перехоплює Ленні та переконує його записати зізнання Холловея у корупції, але той втрачає самовладання, коли Холловей розповідає, що Лора – донька Каспера, внаслідок чого їх обох вбивають поліцейські. Щоб отримати достатньо грошей для втечі до Венесуели, Велкоро та Семіон вбивають усіх на зустрічі Агронова та МакКендлеса і забирають їхні гроші. Беззерідес знаходить Пітлора мертвим, а Велкоро спостерігає за Чадом у школі, який носить з собою значок. Він повертається до свого автомобіля і виявляє, що на ньому встановлено транспондер, і вирішує їхати в ліс, аби не наражати на небезпеку Беззерідес. Він намагається надіслати останнє повідомлення Чаду, перш ніж його вбиває Берріс, але через слабкий сигнал телефону, повідомлення так і не відправилось. Картель вивозить Семіона в пустелю через те, що він знищив своє казино, чим порушив з ними угоду та наносять удар ножем і лишають напризволяще. Він намагається дійти до найближчого шоссе, але помирає від втрати крові. Через деякий час Велкоро звинувачують у вбивствах Девіс та Вудро, а Брюн отримує тест на батьківство, який підтверджує, що він і є справжнім батьком Чада. Тоні стає мером. На честь Вудро називають шосе, а Беззерідес зі своїм маленьким сином від Велкоро живуть у Венесуелі разом з Джордан. Вони зустрічаються з тим самим журналістом, на якого колись напав Велкоро за наказом Семіона, і передають йому файли, які викривають корупцію у Вінчі. |                    |                                                              |                 |                                |                         |                         |                         |

## Виробництво
У січні 2014 року Піццолатто підписав дворічний контракт з HBO, фактично продовживши серіал на два додаткових сезони. Так само, як і його попередник, другий сезон «Справжнього детектива» складається з восьми епізодів, усі написані Піццолатто. Однак відповідальність за режисуру було покладено на кількох осіб; Джастін Лін зняв перші два епізоди, а в липні 2014 року Вільяма Фрідкіна розглядали як режисера наступних епізодів. Фукунага, який був режисером усього першого сезону, не повернувся як режисер; він, однак, залишається виконавчим продюсером, як і МакКонахі та Харрельсон. Піццолатто найняв колегу-романіста Скотта Лассера, щоб він допомагав розвивати історії для другої половини сезону.
Напередодні другого сезону «Справжнього детектива» преса оприлюднила чутки про те, що творчі розбіжності підігріли особисту ворожнечу між Піццолатто та Фукунагаю; перший спростував чутки, а другий відмовився від коментарів. Піццолатто зберіг контроль над процесом написання, але Фукунага пішов, і натомість вісім епізодів другого сезону були по-різному розподілені серед шести режисерів.
У 2016 році в інтерв’ю телеканалу KPCC The Frame Майкл Ломбардо, президент відділу програмування HBO, заявив: «Наші найбільші невдачі — і я не знаю, чи вважаю я «Справжній детектив 2», — але коли ми кажемо комусь призначити дату ефіру на відміну від того, щоб дозволити написаному знайти своє власне природне місце спокою, коли воно буде готове, коли воно спечене — ми зазнали невдачі». Він продовжив: «Я доручив йому [Піццолатто] зробити в дуже короткий проміжок часу те, що зробити дуже складно».

### Кастинг
Успіх «Справжнього детектива» та його подальше відновлення підживили чутки про кастинг у пресі. У перших повідомленнях ЗМІ одночасно називали Кейт Бланшетт, Джоша Броліна, Хоакіна Фенікса, Гаррета Хедлунда, Майкла Фассбендера, Джесіку Честейн, Крістіана Бейла, Елізабет Мосс і Бреда Пітта серед ряду потенційних кандидатів на головні ролі. Першим значним кастингом сезону став Колін Фаррелл на роль Рея Велкоро, про що він розповів у своєму інтерв’ю Sunday World у вересні 2014 року. Вінс Вон, який грає роль Френка Семіона, став наступним важливим контрактом HBO наприкінці місяця. У листопаді основний акторський склад «Справжнього детектива» розширився за рахунок Рейчел МакАдамс, Тейлора Кітча та Келлі Рейлі.

### Зйомки
Місцем дії другого сезону була обрана Каліфорнія. Продюсерів закликали уникати зйомок у Лос-Анджелесі, а замість цього зосередитися на інших регіонах штату, щоб «зловити певну психосферну атмосферу». Виробництво почалося в листопаді 2014 року

### Музика
Ті Боун Бернетт повернувся як композитор у другому сезоні, і музичний супровід цього сезону має більший вплив електроніки, ніж попередній сезон. Бернетт зазначив, що зміна пейзажу в Каліфорнії також змінила те, як він писав музику. «Nevermind» Леонарда Коена, вступна музична тема другого сезону, є піснею з альбому Коена 2014 року, Popular Problems. Текст головної пісні змінюється з кожним епізодом, включаючи різні куплети пісні Коена. Музика Лери Лінн звучить протягом сезону, а пісня «The Only Thing Worth Fighting For», яку вона написала разом з Бернеттом і Розанною Кеш, використовується в трейлері другого сезону. Лінн співпрацювала з Бернеттом над написанням кількох оригінальних пісень для серіалу з підказками автора Ніка Піццолатто щодо текстів і змісту. Лінн також грає барну співачку в цьому сезоні, де використовуються кілька її пісень, у тому числі «My Least Favorite Life», яку написала Кеш.

## Сприйняття

### Критика
Другий сезон отримав неоднозначні відгуки. Позитивні рецензії високо оцінювали гру Фаррелла, МакАдамс та Кітча,  операторську роботу та екшн. Натомість, кілька інформаційних агентств, таких як Variety, New York Post, Newsday, і TV Guide, назвали сезон однією з найгірших телевізійних програм 2015 року.
За словами Ліндсі Халлам із Senses of Cinema, «багато повідомлень про менш добре сприйнятий другий сезон» стверджували, що Піццолатто «став більш поблажливо ставитися до себе» через «відсутність сильного співавтора». Критики другого сезону, включно з Тімбергом і Джеймсом Поневозіком з журналу Time, звинувачували те, що вони називали надмірним делегуванням творчого контролю лише Піццолатто, стверджуючи, що його відповідальність за успіх першого сезону була переоцінена за «автористськими» рамками.
На Rotten Tomatoes рейтинг сезону становить 47% на основі 127 відгуків із середнім рейтингом 6,3/10. Критичний консенсус сайту гласить: «Незважаючи на деяке незабутне сіре виконання, другий сезон «Справжнього детектива» витончений і настільки невблаганно похмурий, що стає так само весело, як застрягти в пробці Лос-Анджелеса». На Metacritic сезон отримав 61 бал зі 100 на основі 41 критика, що вказує на «загалом схвальні відгуки».
Девід Хінклі з New York Daily News дав дуже позитивну рецензію та написав: «Це все ще те саме шоу, яке змушує телеглядачів шукати такі фрази, як « золотий вік телевізійної драми»» і що «друга частина «Справжнього детектива» відходить в сторону, щоб не вторити першій». Хенк Стювер з The Washington Post дав загалом позитивну рецензію, високо оцінивши гру, і написав: «У «Справжньому детективі» все ще є щось сумне й напружене, але в ньому також є зачаровуючий стиль — він недосконалий, але добре зроблений.»
Більш змішаний відгук надійшов від Браяна Лоурі з Variety, який написав: «Хоча загалом глядабельно, але натхнення, яке перетворило перший [сезон] для багатьох на одержимість, здається, у прозі Ніка Піццолатто себе вичерпало».

### Нагороди
На 21-ій премії Вибору телевізійних критиків, Рейчел МакАдамс отримала номінацію на найкращу жіночу роль у фільмі, створеному для телебачення, або короткому серіалі.

## Домашні медіа
Другий сезон «Справжнього детектива» вийшов на Blu-ray і DVD 5 січня 2016 року. На додаток до восьми епізодів, обидва формати містять бонусний вміст, включаючи створення повнометражного фільму «The Vinci Massacre», інтерв’ю з акторами та знімальною групою, аудіокоментарі до «Down Will Come» Ніка Піццолатто, Коліна Фаррелла, Вінса Вона, Тейлора. Кітча і Рейчел МакАдамс, а також аудіокоментар до «Станції Омега» Ніка Піццолатто, Скотта Стівенса, Коліна Фаррелла та Вінса Вона.

## Зовнішні посилання
- Офіційний сайт
- Список епізодів True Detective  на сайті Internet Movie Database (англ.)